# Ophiomorus tridactylus
Ophiomorus tridactylus là một loài thằn lằn trong họ Scincidae. Loài này được Blyth mô tả khoa học đầu tiên năm 1853.